# Manfred von Killinger
Manfred Freiherr von Killinger, född den 14 juli 1886 på godset Lindigt i närheten av Nossen, död den 2 september 1944 i Bukarest, var en tysk sjöofficer, diplomat och SA-general.

## Biografi
Manfred von Killinger deltog i första världskriget och bland annat i Skagerrakslaget år 1916. Efter kriget gick han med i frikåren Marinebrigade Ehrhardt och stred mot Bayerska rådsrepublikens röda garde; som chef för Sturmkompanie Killinger gick han fram med stor brutalitet. År 1920 blev han medlem i den ultranationalistiska paramilitära styrkan Organisation Consul och tog aktiv del i mordet på Matthias Erzberger år 1921. Erzberger betraktades av Organisation Consul som landsförrädare, då han år 1918 hade undertecknat det för Tysklands vidkommande förnedrande vapenstilleståndet i Compiègneskogen.
von Killinger utnämndes år 1936 till tysk generalkonsul i San Francisco, men gjorde sig impopulär i USA och ersattes med Fritz Wiedemann. Han blev år 1939 ambassadör i Slovakien och fick till uppgift att etablera en nazistisk byråkrati och sondera marken för deportation av landets judiska befolkning. I detta syfte samarbetade han med presidenten Jozef Tiso och premiärministern Vojtech Tuka. Mellan 1941 och 1944 var von Killinger tysk ambassadör i Bukarest och samarbetade med Ion Antonescu i massmordet på de rumänska judarna. Kort efter det att Antonescu störtats begick von Killinger självmord.